# Kujavica
Kujavica (izvirno srbsko Кујавица) je naselje v Srbiji, ki upravno spada pod Občino Vladimirci; slednja pa je del Mačvanskega upravnega okraja.

## Demografija
V naselju živi 196 polnoletnih prebivalcev, pri čemer je njihova povprečna starost 40,3 let (40,6 pri moških in 40,0 pri ženskah). Naselje ima 69 gospodinjstev, pri čemer je povprečno število članov na gospodinjstvo 3,54.
To naselje je, glede na rezultate popisa iz leta 2002, večinoma srbsko.
|  |

| Demografija | Demografija     | Demografija     |
| Leto        | Št. prebivalcev | Št. prebivalcev |
| ----------- | --------------- | --------------- |
|             |                 |                 |
|             |                 |                 |
|             |                 |                 |
|             |                 |                 |
| 1948        | 380             |                 |
| 1953        | 400             |                 |
| 1961        | 376             |                 |
| 1971        | 303             |                 |
| 1981        | 267             |                 |
| 1991        | 277             | 273             |
| 2002        | 248             | 244             |
|             |                 |                 |

| Etnična sestava po popisu iz leta 2002 | Etnična sestava po popisu iz leta 2002 | Etnična sestava po popisu iz leta 2002 | Etnična sestava po popisu iz leta 2002 | Etnična sestava po popisu iz leta 2002 |
| -------------------------------------- | -------------------------------------- | -------------------------------------- | -------------------------------------- | -------------------------------------- |
| Srbi                                   | Srbi                                   |                                        | 238                                    | 97,54%                                 |
| Neznano                                | Neznano                                |                                        | 6                                      | 2,45%                                  |